# Carver (Massachusetts)
Pour les articles homonymes, voir Carver.
Carver est une ville du Comté de Middlesex dans l’État du Massachusetts.
Elle a été incorporée en 1790.
Sa population était de 11 645 habitants en 2020.